# Blepisanis rufa
Blepisanis rufa là một loài bọ cánh cứng trong họ Cerambycidae.